# 史蒂文·萨蒙斯
史蒂文·萨蒙斯（英語：Steven Salmons，1958年7月3日—），生于密蘇里州聖約瑟夫，美国男子排球运动员。他曾代表美国国家队参加1984年夏季奥林匹克运动会排球比赛，获得一枚金牌。